# Staatsmeisterschaft von Mato Grosso do Sul (Frauenfußball)
Die Staatsmeisterschaft von Mato Grosso do Sul für Frauenfußball (portugiesisch Campeonato Sul-Mato-Grossense de Futebol Feminino) ist die seit 2008 mit Unterbrechungen von der Federação de Futebol de Mato Grosso do Sul (FFMS) ausgetragene Vereinsmeisterschaft im Frauenfußball des Bundesstaates Mato Grosso do Sul in Brasilien.
Über die Staatsmeisterschaft wird die Qualifikation zur Copa do Brasil Feminino und seit 2017 für die brasilianischen Meisterschaft der Frauen entschieden, zuerst für deren zweite Liga (Série A2) und seit 2021 für die dritte Liga (Série A3).
Rekordmeister ist der EC Comercial aus der Landeshauptstadt Campo Grande, der 2017 seinen sechsten Titel gewann.

## Meisterschaftshistorie

### Ehrentafel der Gewinner
| 0       |                                |
| 6 Titel | EC Comercial (Campo Grande)    |
| 4 Titel | Operário FC (Camp Grande)      |
| 3 Titel | SER Chapadão (Chapadão do Sul) |
| 2 Titel | AA Moreninhas (Campo Grande)   |
| 1 Titel | EC Campo Grande                |

### Chronologie der Meister
| Saison | Meister         | Vizemeister      | Torschützenkönigin            |        |
| ------ | --------------- | ---------------- | ----------------------------- | ------ |
| 2008   | AA Moreninhas   | EC Comercial     | ?                             | [ 2 ]  |
| 2009   | EC Comercial    | ?                | ?                             |        |
| 2010   | EC Comercial    | ?                | ?                             |        |
| 2011   | EC Comercial    | EC Campo Grande  |                               | [ 3 ]  |
| 2012   | EC Campo Grande | ?                | ?                             | [ 4 ]  |
| 2013   | EC Comercial    | AA Moreninhas    | ?                             | [ 5 ]  |
| 2014   | SER Chapadão    | EC Comercial     | ?                             | [ 6 ]  |
| 2015   | EC Comercial    |                  | ?                             |        |
| 2016   | ?               | ?                | ?                             | ?      |
| 2017   | EC Comercial    | Misto EC         | ?                             | [ 7 ]  |
| 2018   | AA Moreninhas   | Comercial EC     | ?                             | [ 8 ]  |
| 2019   | SER Chapadão    | Aquidauanense FC | ?                             | [ 9 ]  |
| 2020   | SER Chapadão    | Aquidauanense FC | Maysa (SER Chapadão; 2)       | [ 10 ] |
| 2021   | Operário FC     | SER Chapadão     |                               |        |
| 2022   | Operário FC     | SER Chapadão     |                               |        |
| 2023   | Operário FC     | Corumbaense FC   |                               | [ 11 ] |
| 2024   | Operário FC     | Costa Rica EC    | Ana Jessica (Operário FC; 12) | [ 12 ] |